# Сафедкох
Сафедко́х (Сефид-Кух; пушту سپين غر‎, перс. سفید کوه‎) — осевой хребет Паропамиза, между долинами рек Мургаб и Герируд, на северо-западе Афганистана.
Протяжённость хребта составляет более 400 км. Максимальная высота — 3642 м. Хребет сложен преимущественно известняками. Западные отроги занимают полупустыни, на востоке появляются арчовые леса и заросли фисташки. Расчленён многочисленными ущельями.